# Неозначено-особове речення
Неозначено-особове речення — односкладне речення, головний член якого виражається дієсловом у формі третьої особи множини теперішнього або майбутнього часу або формою множини минулого часу. Виконувач дії, виражений головним членом неозначено-особового речення, мислиться неозначено, він невідомий, або автор висловлення не вважає за потрібне його називати, зосереджуючи основну увагу на самій дії, а не на її творцеві.Множині умовного способу.

## Приклади
1. Виступ президента покажуть по телебаченню.

Неозначено-особові речення широко вживаються в науковому стилі: У давнину писали на глиняних табличках, папірусах, пергаменті.